# Stephen Hague
Stephen Hague (Portland, 1960) is een Amerikaans muziekproducent die vooral werkte met diverse Britse acts in jaren 80. Hij was een invloedrijk figuur in de synthpop beweging.
Hij produceerde onder andere Malcolm McLaren's "Madam Butterfly" single. Zijn eerste Britse albumproductie was het album Crush van Orchestral Manoeuvres in the Dark. Later werkte hij met Public Image Ltd., Pet Shop Boys, New Order, Sigue Sigue Sputnik, Melanie C, Andy Pratt, Dubstar, Erasure and Robbie Robertson.